# Mèo Oggy và những chú gián tinh nghịch (mùa 1)
Mèo Oggy và những chú gián tinh nghịch - Mùa 1 (tiếng Pháp: Oggy et les Cafards - Saison 1, tiếng Anh: Oggy and the Cockroaches - Season 1) là chương trình France 3

## Mùa 1 (1998-1999)
| Tập (từ đầu) | Tập (theo mùa) | Tên tập phim (tiếng Việt)          | Tên tiếng Anh                | Được viết bởi                                    | Nghệ sĩ kịch bản bởi |
| ------------ | -------------- | ---------------------------------- | ---------------------------- | ------------------------------------------------ | -------------------- |
| 1            | 1              | Sô cô la đắng                      | Bitter Chocolate             | Jim Gomez                                        | François Reczulski   |
| 2            | 2              | Khoai tây chiên                    | French Fries                 | René-Louis Sauger                                | Pascal David         |
| 3            | 3              | Nhiệm vụ Oggy                      | Mission Oggy                 | Serge Thiriet                                    | Rudy Bloss           |
| 4            | 4              | Tất cả đều nằm trong tầm kiểm soát | It's All Under Control       | Olivier Jean-Marie                               | Laurent Nicolas      |
| 5            | 5              | Đó là một ngày khó khăn ồn ào      | It's Been a Hard Day's Noise | Philippe Pierre-Adolphe                          | Pascal David         |
| 6            | 6              | Bệnh nhân                          | The Patient                  | Olivier Jean-Marie                               | François Reczulski   |
| 7            | 7              | Lắc đi, Oggy, lắc đi               | Shake Oggy Shake             | Michel Gaudelette                                | Rudy Bloss           |
| 8            | 8              | Sự trỗi dậy và sự sụp đổ           | The Rise And The Fall        | Olivier Jean-Marie                               | François Reczulski   |
| 9            | 9              | Đó là một thế giới nhỏ             | It's A Small World           | Olivier Jean-Marie                               | Didier Degand        |
| 10           | 10             | Chúc mừng sinh nhật                | Happy Birthday               | Michel Gaudelette                                | Christophe Pittet    |
| 11           | 11             | Sự biến hình                       | Metamorphosis                | Savy Durand                                      | Rudy Bloss           |
| 12           | 12             | Lòng ghen tị                       | Jealousy                     | Olivier Jean-Marie                               | Rudy Bloss           |
| 13           | 13             | Nhầm cạnh bên của giường           | Wrong Side Of The Bed        | Thierry Benenati                                 | François Reczulski   |
| 14           | 14             | Đi chậm với bột của bạn            | Go Slow With Your Dough      | Olivier Jean-Marie                               | Thomas Szabó         |
| 15           | 15             | Răng tốt là đúng                   | Tooth Good To Be True        | Olivier Jean-Marie                               | François Reczulski   |
| 16           | 16             | Một lối sống theo dõi              | One Track Life               | Olivier Jean-Marie                               | Patrick Claeys       |
| 17           | 17             | Máy khuấy chuột                    | Mouseagator                  | Olivier Jean-Marie Jean De Loriol Pierre Olivier | Christophe Pittet    |
| 18           | 18             | Chín tháng và đếm                  | Nine Months and Counting     | Olivier Jean-Marie                               | Thomas Szabó         |
| 19           | 19             | Mẹo cho con đường                  | A Tip for the Road           | Nicolas Gallet                                   | François Reczulski   |
| 20           | 20             | Người ngoài cuộc                   | The Outsider                 | Jean Louis Capron                                | Christophe Pittet    |
| 21           | 21             | Búp bê trẻ em                      | Baby Doll                    | Nicolas Gallet                                   | François Reczulski   |
| 22           | 22             | Thật là cô đơn                     | So Lonely                    | Paul Nougha                                      | Véronique Maladenat  |
| 23           | 23             | Oggy và những chú gián khổng lồ    | Oggy and the Giant Roaches   | Michel Gaudelette                                | François Reczulski   |
| 24           | 24             | Oggy và những đứa trẻ              | Oggy and the Babies          | Michel Gaudelette                                | Patrick Claeys       |
| 25           | 25             | Một buổi chiều ngày chó            | A Dog Day Afternoon          | Olivier Jean-Marie                               | François Reczulski   |
| 26           | 26             | Câu cá vui đùa                     | Fishing Frolic               | Olivier Jean-Marie                               | François Reczulski   |
| 27           | 27             | Lo ngại về độ cao                  | Rock'n'roll Altitude         | Olivier Jean-Marie                               | Lionel Allaix        |
| 28           | 28             | Đó là một chặng đường dài xuống    | It's a Long Way Down         | Olivier Jean-Marie                               | Oliver Poirette      |
| 29           | 29             | Ra ngoài buổi tối của Oggy         | Oggy's Night Out             | John Loy                                         | Christophe Pittet    |
| 30           | 30             | Bữa ăn của Oggy                    | Oggy's Diet                  | John Loy                                         | Véronique Maladenat  |
| 31           | 31             | Cỗ máy thời gian                   | The Time Machine             | Michel Gaudelette                                | Dominique Etchecopar |
| 32           | 32             | Chiếm lĩnh                         | Occupied                     | Nicolas Gallet                                   | Lionel Allaix        |
| 33           | 33             | Nhà cho thuê                       | House for Rent               | Nicolas Gallet                                   | Thomas Szabó         |
| 34           | 34             | Tấm vé số                          | The Lottery Ticket           | Michel Gaudelette Manu Larcenet                  | François Reczulski   |
| 35           | 35             | Mồi Cắn trở lại                    | The Bait Bites Back          | Paul Nougha                                      | Thomas Szabó         |
| 36           | 36             | Bên trong cơ thể                   | Globulopolis                 | Christopher Assefi                               | François Reczulski   |
| 37           | 37             | Gián vũ trụ                        | Space Roaches                | John Loy                                         | Christophe Pittet    |
| 38           | 38             | Tận cùng                           | Deep End                     | Olivier Jean-Marie                               | Marc Gordon-Bates    |
| 39           | 39             | Nấc cục                            | The Hiccup                   | René-Louis Sauger                                | Lionel Allaix        |
| 40           | 40             | Đồ chơi sống                       | Toys'R Oggy                  | Michel Gaudelette                                | François Reczulski   |
| 41           | 41             | Ngày của bà ngoại                  | Granny's Day                 | François Reczulski                               | François Reczulski   |
| 42           | 42             | Oggy có ốc sên                     | Oggy Goes Snailing           | Olivier Jean-Marie                               | Thomas Szabó         |
| 43           | 43             | Bộ mèo                             | Cat Kit                      | Paul Nougha                                      | François Reczulski   |
| 44           | 44             | Docu-tinh thần                     | Docu-mentally                | Nicolas Gallet                                   | Lionel Allaix        |
| 45           | 45             | Nhà độc tài                        | The Dictator                 | Olivier Jean-Marie                               | François Reczulski   |
| 46           | 46             | Oggy và Siêu chú gián              | Oggy vs. Super Roach         | Jean Louis Capron                                | Thomas Szabó         |
| 47           | 47             | Sóng nhiệt                         | Heatwave                     | Olivier Jean-Marie                               | François Reczulski   |
| 48           | 48             | Ngõ nhớ                            | Memory Lane                  | Paul Nougha                                      | Luis Ruiz            |
| 49           | 49             | Lễ hội Carnival ở Thị trấn         | The Carnival's in Town       | Olivier Jean-Marie                               | François Reczulski   |
| 50           | 50             | Cẩn thận với sự phá hủy            | Beware of Destruction        | Jean-Louis Capron                                | Lionel Allaix        |
| 51           | 51             | Oggy và Sáo phép thuật             | Oggy and the Magic Flute     | Jean-Louis Capron                                | François Reczulski   |
| 52           | 52             | Oggy không phải là một con gà tây! | A Bird of Ill Omen           | Nicolas Gallet                                   | Thomas Szabó         |
| 53           | 53             | Súp vịt                            | Duck Soup                    | Michel Gaudelette                                | René-Louis Sauger    |
| 54           | 54             | Người chiến thắng lấy tất cả       | Winner Takes All             | Nicolas Gallet                                   | Lionel Allaix        |
| 55           | 55             | Thợ săn ma                         | The Ghost Hunter             | Olivier Jean-Marie                               | François Reczulski   |
| 56           | 56             | Quả bóng lỗi                       | Bug Ball                     | Olivier Jean-Marie                               | Olivier Jean-Marie   |
| 57           | 57             | Trại viên vui vẻ                   | Happy Campers                | Olivier Jean-Marie                               | François Reczulski   |
| 58           | 58             | Tiền tiết kiệm                     | The Piggy Bank               | Paul Nougha                                      | François Reczulski   |
| 59           | 59             | Oggy nhân bản                      | Oggy's Clone                 | Olivier Jean-Marie                               | Thomas Szabó         |
| 60           | 60             | Đình chiến mùa Giáng Sinh          | A Truce for Christmas        | Paul Nougha                                      | Luis Ruiz            |
| 61           | 61             | Ám ảnh cái TV                      | TV Obsession                 | Michel Gaudelette                                | François Reczulski   |
| 62           | 62             | Đua xe trong nhà                   | Race to the Finish!          | Jean-Louis Capron                                | Jef Gallato          |
| 63           | 63             | Quái vật từ trong bùn              | Monster from the Mud Lagoon  | Jean-Christophe Dessaint                         | Patrick Claeys       |
| 64           | 64             | Khu vườn kinh dị                   | The Garden of Horrors        | Nicolas Gallet                                   | Thomas Szabo         |
| 65           | 65             | Bị dính bẫy                        | Caught in a Trap             | François Reczulski                               | François Reczulski   |
| 66           | 66             | Ngày Chủ nhật xanh                 | Blue Sunday                  | Olivier Jean Marie                               | François Reczulski   |
| 67           | 67             | Nhân bản khắp nơi                  | Cloning Around               | Jean Louis Capron                                | Lionel Allaix        |
| 68           | 68             | 3 điều ước và bạn đã hết           | 3 Wishes and You're out      | Michel Gaudelette                                | René-Louis Sauger    |
| 69           | 69             | Thế giới ảo                        | Virtual Voyage               | Olivier Jean Marie                               | Luis Ruiz            |
| 70           | 70             | Một con ngài tuyết đáng ghét       | The Abominable Snow Moth     | Jean Louis Capron                                | René-Louis Sauger    |
| 71           | 71             | Con mèo hàng xóm                   | The Neighbor's Cat           | Nicolas Gallet                                   | Thomas Szabo         |
| 72           | 72             | Tuần trăng mật                     | Honeymoon                    | Jean Louis Capron                                | François Reczulski   |
| 73           | 73             | Khinh khí cầu                      | Loony Balloons               | Nicolas Gallet                                   | François Reczulski   |
| 74           | 74             | Oggy và cây chổi thần              | Oggy and the Magic Broom     | Olivier Jean Marie                               | Jef Gallato          |
| 75           | 75             | Bãi biển                           | Beachcombers                 | Olivier Jean Marie                               | François Reczulski   |
| 76           | 76             | Phòng cấp cứu                      | Emergency Room               | John Loy Olivier Jean-Marie                      | Olivier Jean-Marie   |
| 77           | 77             | Oggy van Winkle                    | Oggy van Winkle              | Nicolas Gallet                                   | Patrick Claeys       |
| 78           | 78             | 1 đêm tại nhà hát Opera            | A Night at the Opera         | Olivier Jean Marie                               | François Reczulski   |